# Saison 10 d'Alerte Cobra
Chronologie
Saison 9 Saison 11
Cet article présente le guide des épisodes la dixième saison de la série télévisée Alerte Cobra.

## Distribution

### Acteurs principaux
- Erdoğan Atalay : Sami Gerçan (inspecteur)
- René Steinke : Tom Kranich (inspecteur)

### Acteurs récurrents
- Charlotte Schwab : Anna Angalbert (chef de service)
- Carina Wiese : Andréa Schäffer (secrétaire)
- Dietmar Huhn : Henri Granberger (brigadier)
- Gottfried Vollmer : Boris Bonrath (brigadier)
- Siggi H : Siggi Müller (brigadier)

## Diffusion
En Allemagne, la saison a été diffusée du 8 novembre 2001 au 20 décembre 2001, sur RTL Television.
En France, la saison a été diffusée du 14 octobre 2001 au 2 novembre 2004 sur TF1. À noter que TF1 diffusait aléatoirement les épisodes.

## Épisodes

### Épisode 1:Le rêve devient réalité
- Allemagne : 8 novembre 2001 sur RTL Television
- France : 2 novembre 2004 sur TF1

### Épisode 2:Piège mortel
- Allemagne : 21 mars 2002 sur RTL Television
- France : 19 décembre 2001 sur TF1

Tom profite de ses congés pour passer du temps aux côtés de Petra, une de ses anciennes collègues. Alors qu'ils se trouvent dans une station-service, ils se retrouvent pris dans un hold-up, dans lequel Petra est tuée. 

### Épisode 3:Avis de recherche
Pour les articles homonymes, voir Avis de recherche.
- Allemagne : 22 novembre 2001 sur RTL Television
- France : 14 octobre 2001 sur TF1

### Épisode 4:Excès de vitesse
- Allemagne : 6 décembre 2001 sur RTL Television
- France : 4 novembre 2001 sur TF1

### Épisode 5:Faux frères
- Allemagne : 13 décembre 2001 sur RTL Television
- France : 29 octobre 2004 sur TF1

### Épisode 6:La veuve noire
- Allemagne : 20 décembre 2001 sur RTL Television
- France : 28 octobre 2001 sur TF1